# Mastigometra
Mastigometra is een geslacht van haarsterren uit de familie Antedonidae.

## Soorten
- Mastigometra flagellifera A.H. Clark, 1908
- Mastigometra micropoda A.H. Clark, 1909
- Mastigometra pacifica A.H. Clark, 1918